# Наречена-утікачка
Наречена-утікачка (англ. The Runaway Bride) — спецвипуск поновленого британського науково-фантастичного телесеріалу «Доктор Хто». Є різдвяним спецвипуском телесеріалу, який транслювався 25 грудня 2006 року, між другим та третім сезоном поновленого телесеріалу.
Події епізоду відбуваються у Лондоні. Імператриця іншопланетної раси ракносів (грає Сара Періш) та її поплічник Ланс Беннетт (грає Дон Жіле) намагаються використати наречену Ланса — секретарку Донну Ноубл — в якості «ключа», який пробудить дітей ракносів у центрі Землі, таємно та послідовно отруюючи її іншопланетними частинками, які ракноси використовують в якості джерела енергії.

## Сюжет
Десятий Доктор дивується, коли в TARDIS під час польоту з'являється Донна Ноубл у весільній сукні. Доктору не вдається повернути Донну на весілля вчасно, яке вона пропускає. На вечірці після весілля Доктор визначає, що Донна поглинула велику кількість частинок ксенону (англ. huon) які притягли її до TARDIS. На вечірці їх атакують роботи, одягнені як Санта-Клауси. Доктор використовує аудіосистему, щоб знищити Санта-Клаусів, та виявляє, що щось контролює їх віддалено з космосу.
Дізнавшись, що Донна та її наречений Ланс працюють у компанії, що належить Інституту Торчвуд, Доктор просить Ланса забрати їх туди. Під будівлею Доктор знаходить довгий тунель під Темзою, а також таємну лабораторію, що виробляє частинки ксенону, разом з проваллям, яке веде до центру Землі. Їх присутність привертає до себе увагу іншопланетної імператриці ракносів, яка телепортується до лабораторії зі свого космічного корабля, який нагадує зірку. Імператриця, яка ховалася в сплячці на краю Всесвіту, прокинулася і використовувала компанію Торчвуда, щоб отримати обладнання для виготовлення частинок ксенону. Ланс розкриває, що він працював на імператрицю і цілеспрямовано додавав Донні в каву ці частинки, щоб допомогти звільнити дітей імператриці. Також дані частинки були причиною переміщення Донни у TARDIS на початку епізоду. Донна та Доктор рятуються, і імператриця вирішує використовувати Ланса як заміну, насильно годуючи його частинками ксенону, а потім кидає його в провалля.

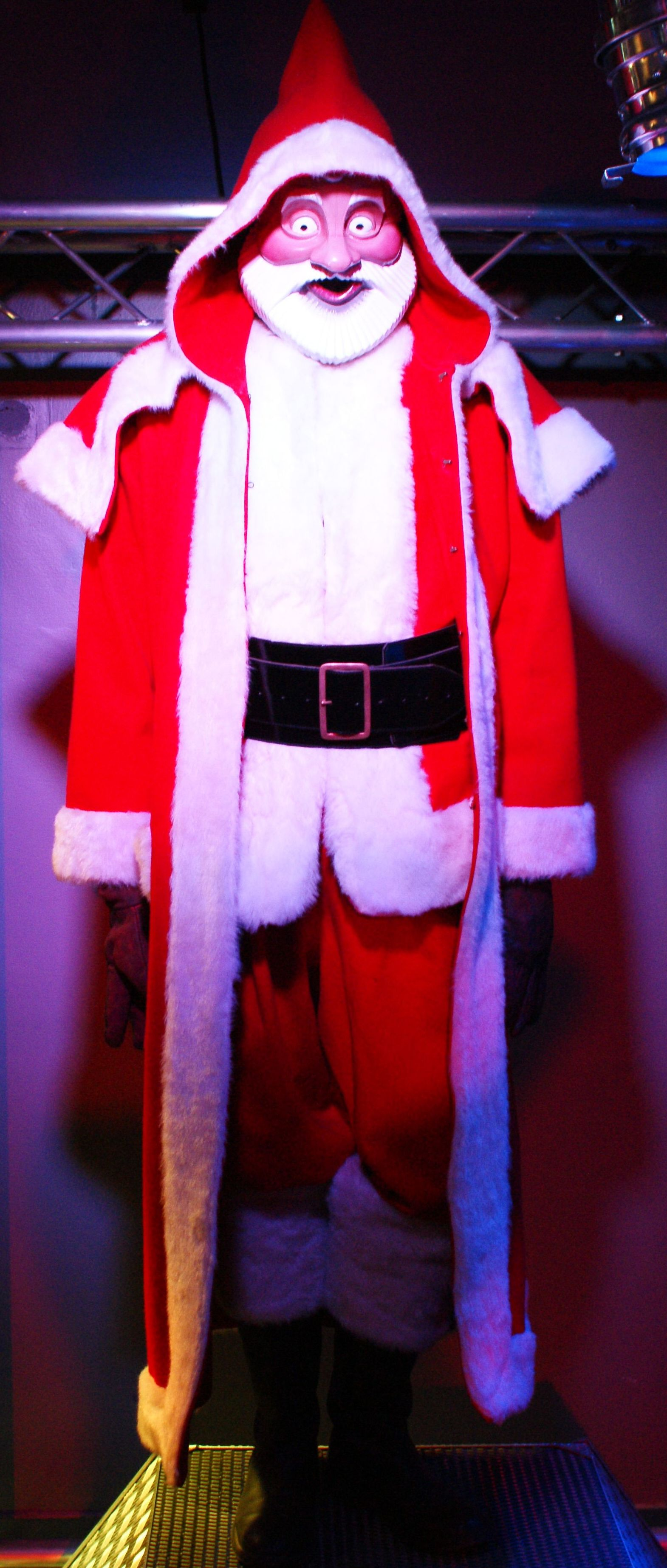
Санта-Клауси на виставці «Doctor Who Experience»

Доктор приймає Донну до свого TARDIS і переміщується на ньому мільярди років у минуле, щоб виявити, що нерухомий космічний корабель ракносів став ядром Землі, навколо якого сформувалась планета: імператриця зараз намагається розбудити своїх дітей на борту цього корабля частинками ксенону. Доктор і Донна повертаються до сьогодення, коли з діри починають підніматися інші ракноси. Імператриця використовує свій корабель, щоб почати стріляти по Землі. Доктор намагається запропонувати мирне рішення, але імператриця відмовляється, і тоді Доктор змушений віддалено підірвати Санта-Клаусів біля стін бази, затопивши провалля водою з Темзи. Доктор готується померти, але Донна закликає його втекти з нею тоді, коли імператриця телепортується на свій корабель, щоб спробувати врятуватися. Однак це послабило її захисні сили, і корабель знищується британськими збройними силами. Доктор пропонує Донні можливість подорожувати з ним. Вона відмовляється, але припускає, що йому потрібен супутник, щоб контролювати його характер.

## Знімання епізоду
Кінець «Судного дня» представлений як початок епізоду «Наречена-утікачка», хоча сцена насправді була перезнята. У своєму коментарі в онлайн-подкасті до епізоду Девід Теннант пояснив, що це було пов'язано зі зміною наглядачів за освітленням, а ті, яких найняли для різдвяного спецвипуску, мали інші вподобання щодо того, як освітлювати інтер'єр TARDIS, тому сцену довелося переробити, щоб вона відповідала різдвяному спецвипуску. Логотип «Доктор Хто» у вступній заставці був трохи перероблений з попереднього, з більшою кількістю деталей на задньому плані та відблиском на фігурі, на якій розміщена назва серіалу «Доктор Хто».
З юридичних причин продюсерська команда зробила явно підроблені банкноти для сцени, де гроші вилітають з банківського автомата. Банктоти вартістю 10 £ містять обличчя Доктора та фрази «Я обіцяю заплатити пред'явнику на вимогу суму десяти сатсум» і «Немає жодних інших шансів — я такий чоловік». Текст є посиланням на дії та діалог Доктора наприкінці «Різдвяного вторгнення». Були також купюри в розмірі 20 фунтів зі зображенням продюсера Філа Коллінсона. На них було надруковано фразу «Немає сенсу дорослішати, якщо ти не можеш інколи бути трохи дитиною», неправильно вказуючи на рядок, який спочатку говорив Четвертий Доктор (Том Бейкер) в епізоді «Робот»: «Немає сенсу у тому, що ти виростеш, якщо іноді ти не можеш бути дитиною». Усі банкноти та банкомат мали позначки «Лондонський кредитний банк». Банкноти стали предметами колекціонування, які регулярно продаються за 50 £ або більше.
Через надзвичайно напружений графік Кетрін Тейт не змогла бути присутньою на вичитці сценарію. У якості прихильності до неї її роль була прочитана Софією Майлз, яка зіграла мадам де Помпадур в епізоді «Дівчина в каміні». Хоча події епізоду відбуваються під час Різдва, знімання відбувалося в липні, коли температура в Кардіффі під час знімання досягала 30 градусів. Нічне знімання сцен зі стріляниною, вибухами та танками непокоїло деяких жителів Кардіффа, зокрема одну американку, яка поверталася додому через конфлікт у Лівані. Ці сцени, як і ті, що знаходяться на «Оксфорд-стріт», були зняті на вулиці Сент-Мері біля магазину Хауелла в центрі міста Кардіфф; замок Кардіффа видно позаду танків на деяких сценах.

## Трансляція епізоду та відгуки
Цей епізод є першим випуском «Доктора Хто», разом з яким транслювався його переклад британською жестовою мовою протягом повтору 30 грудня 2006 року. За підсумковими офіційними оцінками епізод «Наречена-утікачка» був переглянутий 9,35 мільйонами глядачів, ставши десятою найбільш переглядуваною телепрограмою у Великій Британії протягом різдвяного тижня.
«Наречена-утікачка» вийшов на базовому DVD без додаткового контенту 2 квітня 2007 року як окремий епізод разом з епізодом «Музика і монстри» серіалу «Доктор Хто: Конфіденційно».
Стів О'Браєн з SFX дав епізоду «Наречена-утікачка» оцінку чотири зірки з п'яти, зауважуючи, що «В „Докторі Хто“ ніколи ще не робилось такого раніше, як у „Нареченій-утікачці“». Він зазначав, що в епізоді є «відголосок фільму „39 сходинок“ та сильний шар ексцентричної комедії також». Водночас він зауважив, що «дурніший» тон епізоду спрацював у день Різдва. Також він хвалив гру Теннанта та Кетрін Тейт. Оглядач Тревіс Фікетт з IGN дав епізоду оцінку 7,2 бали з 10, відчувши, що Донна грала краще після її короткої появи наприкінці епізоду «Судний день». Також він позитивно відгукувався щодо того, що Роуз не була проігнорована. Дек Хоган з «Digital Spy» писав, що епізоду «бракувало енергії та захопленості після зусиль, прикладених в останньому сезоні», особливо критикуючи імператрицю ракносів. У 2012 SFX назвав «Наречену-утікачку» поганим прикладом науково-фантастичного різдвяного епізоду, зауважуючи, що це був «прийнятний епізод у багатьох аспектах», але мав недолік через знімання улітку.